# Karin Brunk Holmqvist
Karin Margareta Brunk Holmqvist, född 9 juni 1944 i Simrishamn, är en svensk författare. Hon har givit ut tolv romaner som sålts i 1,5 miljoner exemplar bara i Sverige. Debuten skedde med diktverket Nära verkligheten (1996). Romandebuterade gjorde hon med Potensgivarna (1997). Förutom i Sverige så finns hennes böcker utgivna i Tyskland, Frankrike, Danmark, Norge och Finland. Hennes böcker ges ut av förlaget Bokfabriken.
Vid sidan av sitt författarskap har Brunk Holmqvist arbetat som socionom, trollerikonstnär, mannekäng, politiker och filmstatist.
År 2021 tilldelades hon Piratenpriset för sitt författarskap.

## Filmografi
- 1988 – Vargens tid (medverkande)

### Fotnoter
1. ↑  ”Sökning: Karin Brunk Holmqvist”. Libris.kb.se. http://libris.kb.se/hitlist?d=libris&q=Karin+Brunk+Holmqvist&f=simp&spell=true&hist=true&p=1. Läst 6 mars 2011.
2. ↑  Kabusa Böcker Läst 5 maj 2015 Arkiverad 5 mars 2016 hämtat från the Wayback Machine.
3. ↑  ”Karin Brunk Holmqvist”. Författarförmedlingen. Arkiverad från originalet den 17 april 2011. https://web.archive.org/web/20110417145105/http://www.forfattarformedlingen.se/viewwriter.asp?pid=9&wid=604. Läst 6 mars 2011.
4. ↑  ”Karin Brunk Holmqvist”. Kabusa Böcker. Arkiverad från originalet den 2 juni 2012. https://web.archive.org/web/20120602204320/http://kabusabocker.se/karin-brunk-holmqvist. Läst 6 mars 2011.
5. ↑  Sparbanken Syd 24 maj 2021, "2021 års Piratenpris går till Karin Brunk Holmqvist"